# Kadan Kyun
Kadan Kyun é uma ilha das ilhas Mergui, em Mianmar (Birmânia). Fica na parte norte do arquipélago e tem 450 km² de área, o que a torna na maior ilha do arquipélago. O seu ponto mais alto, o French Bay Peak, tem 767 m de altitude.
Ao tempo da colonização britânica na Birmânia, a ilha também era conhecida pelos nomes King Island, King's Island, e depois passou a designar-se Kadan Island ou Kadan Kyun, tendo por base a pronúncia local.
Entre as comunidades da ilha Kadan encontram-se os Gyindaungchaung,  Kabingyaung,  Kapa, Kyataw, Mayanchaung, Tharawuntaungnge  e os Yemyitkyi.